# Kurija (antični Rim)
Kurija (latinsko plural curiae), pri starih Rimljanih skupnost več gensov, se je  nanašala na eno od prvotnih skupin meščanov, ki jih je na koncu bilo 30, pozneje pa se domneva, da ji je pripadal vsak rimski državljan. Čeprav so prvotno verjetno imele širše pristojnosti , so do konca Republike imele le za nekaj namenov: da bi potrdili volitve sodnikov (magistratov) z oblastjo, da bi bili priča umestitvi duhovnikov, sestavljanju oporok in nekatere posvojitve.
Izraz se širše uporablja za označevanje skupščine, sveta ali sodišča, na katerem se razpravlja in odloča o javnih, uradnih ali verskih vprašanjih. Manjše kurije so obstajale tudi za druge namene. Beseda curia se je uporabljala tudi za pomen kraja, zlasti senata. Podobne ustanove so obstajale tudi v drugih mestih in naseljih v Italiji.
V srednjem veku so kraljev svet pogosto označevali kot kurijo. Danes je najbolj znana kurija rimskokatoliške cerkve, ki pomaga rimskemu papežu pri hierarhični vladi Cerkve .

## Izvor
Beseda curia naj bi izhajala iz staro latinske coviria, kar pomeni 'zbiranje moških' (co-, 'skupaj' = vir, 'človek') . V tem smislu bi vsak zbor, javni ali zasebni, lahko imenovali kurija. Poleg rimskih kurij so glasovalni zbori, imenovani kurije, obstajali tudi v drugih mestih Lacija, podobne ustanove pa so obstajale tudi v drugih delih Italije. V času Republike so bile ustanovljene lokalne kurije v italijanskih in deželnih municijih in kolonijah. V cesarskem obdobju so lokalne magistrate pogosto izvolili občinski senati, ki so bili znani tudi kot kurije. Z besedo curia pa niso označili le druženje, ampak tudi kraj, kjer se je zbral zbor, na primer senatna hiša.

## Rimska kurija
V rimskih časih je imela 'kurija' dva glavna pomena. Prvotno se je uporabljala za oddelke comitia curiata – kurijske skupščine. Vendar se je sčasoma ime uveljavilo za senatno hišo, ki je v različnih inkarnacijah gostila sestanke rimskega senata od časa kraljev do začetka 7. stoletja našega štetja.

### Comitia Curiata[edit]
Najpomembnejše kurije v Rimu so bile 30, ki so skupaj sestavljale comitia curiata. Po tradicionalni presoji kraljev je bilo vsako od treh plemen, ki jih je ustanovili Romul - Ramnes, Tities in Luceres -  razdeljeno na deset kurij. Teoretično je vsak gens (družina, klan) pripadal določeni kuriji, in je bilo to v rimski zgodovini dosledno upoštevano.
Vsaka kurija je imela različno ime, ki naj bi izhajalo od imen nekaterih Sabinskih žensk, ki so jih Rimljani ugrabili v času Romula. Vendar pa so nekatere kurije očitno izpeljale svoja imena iz določenih okrožij ali istoimenskih junakov. Kurije so bile verjetno ustanovljene geografsko in predstavljajo določene soseske v Rimu, zato kurijo včasih prevajajo kot 'oddelek' ali 'okraj'. Ohranjenih je le nekaj imen tridesetih kurij: Acculeia, Calabra, Faucia, Foriensis, Rapta, Veliensis, Tifata in Titia.
Trditvi, da plebejci niso bili člani kurij ali da so bili sprejeti samo vzdrževani člani (clients) patricijev in niso imeli volilne pravice, Dionizij iz Halikarnasa izrecno nasprotuje. To trditev ovrže tudi Mommsen.
Vsaka kurija je imela svoj sacra, v katerem so njeni člani, znani kot curiales, častili države bogove in druga božanstva, značilna za kurijo, z lastnimi obredi. Vsaka kurija je imela prostor za srečanja in bogoslužje, ki so ga poimenovali po kuriji. Prvotno je bil to lahko preprost oltar, nato sacellum (svetišče) in na koncu senatna hiša.
Kuriji je predsedoval curio (množina, curiones), ki je bil vedno star vsaj 50 let in je bil izvoljen doživljenjsko. Curio se je lotil verskih zadev kurije. Pomagal mu je drug duhovnik, znan kot flamen curialis. Ko se je 30 kurij zbralo za sestavo comitia curiata, jih je vodil curio maximus, ki je bil do leta 209 pred našim štetjem vedno patricij. Prvotno so curio maximusa verjetno izvolili curioni, v poznejših časih pa tudi ljudje sami. Vsake kurije se je udeležil en liktor; skupščine comitia curiata se je udeležilo trideset liktorjev.
Comitia curiata je glasovala za potrditev volitev magistratov s sprejemom zakona, imenovanega lex curiata de imperio. Bil je tudi priča umestitvi duhovnikov, posvojitvah in sestavljanju oporoke. Pontifex maximus je morda vodil te slovesnosti. Skupščina je verjetno imela veliko večjo avtoriteto pred ustanovitvijo comutioa centuriata (centurijska skupščina), ki je postopoma prevzela številne prvotne funkcije kurijske skupščine.

### Senatna hiša
Od Rimskega kraljestva je bila sejna hiša rimskega senata znana kot curia. Prvotni kraj srečanja je bil tempelj, zgrajen na mestu, kjer so Rimljani in Sabinci položili orožje med kraljevanjem Romula (tradicionalno kraljeval 753–717 pr. n. št.). Institucija senata je bila vedno pripisana Romulu; čeprav naj bi prvi senat imel 100 članov, je najstarejše število, ki ga lahko imenujemo gotovo, 300, verjetno povezano s tremi plemeni in 30 kurijami, ki so jih pripisali tudi Romulu.

#### Curia Hostilia
Potem ko je bil prvotni tempelj uničen v požaru, ga je zamenjala nova sejna hiša Tula Hostilija, tretjega rimskega kralja (tradicionalno je vladal 673–642 pr. n. št.). Curia Hostilia je stala na severnem koncu comitiuma, kjer so se srečevali comitia curiata in druge rimske skupine, in je bila usmerjena vzdolž štirih kardinalnih točk. Po več kot 500 letih službe je stavbo obnovil in razširil diktator Lucij Kornelij Sula leta 80 pr. n. št. Sula je članstvo v senatu podvojil iz 300 na 600, zaradi česar je bila potrebna večja zgradba, ki je ohranila prvotno orientacijo Curie Hostilie, vendar se je razširila še južneje proti comitiumu. Leta 52 pred našim štetjem, po umoru Publija Klodija Pulherja, so njegovi clientes požgale senatno hišo, ki jo je obnovil Faust Kornelij Sula, sin diktatorja. Po tej obnovi se je stavba imenovala Curia Cornelia.

#### Curia Julia
Generacija po tem, ko je Sula senat razširil s 300 članov na 600, je Julij Cezar svoje članstvo povečal na 900, kar je zahtevalo gradnjo večje sejne hiše. Curia Cornelia je bila porušena in Cezar je malo pred smrtjo leta 44 pred našim štetjem začel gradnjo nove stavbe, ki je postala znana kot Curia Julia. Ta struktura je zajela večji del comitiuma in opustila prvotno orientacijo prejšnjih kurij, ki so kazale rahlo proti zahodu. V stavbi je bila velika osrednja dvorana s podijem za magistrate in marmornatimi klopmi na eni strani. Tu je bila tudi pisarna. Stavbo je dokončal Cezarjev vnuk, Oktavijan, bodoči cesar Avgust, leta 29 pr. n. št., čeprav je sam senat zmanjšal na prejšnjo številko 600.
Leta 94 je bila Curia Julia obnovljena po Cezarjevem prvotnem načrtu s strani cesarja Domicijana, ki je obnovil tudi prejšnjo usmeritev Curie Hostilie. Stavbo je požar poškodoval med Karinovo vladavino leta 283 in jo je ponovno obnovil njegov naslednik Dioklecijan. Rimski senat se zadnjič omenja leta 600. Leta 630 je papež Honorij I. senatno hišo spremenil v cerkev Sant'Adriano na Rimskem forumu in tako ohranil zgradbo v polnem obsegu. Leta 1923 je cerkev in sosednji samostan kupila italijanska vlada. Stavbo so v letih 1935 do 1937 nadalje obnovili in odstranili različne srednjeveške prizidke, da bi razkrili prvotno rimsko arhitekturo.

### Curiae Veteres
Curiae Veteres je bilo najstarejše svetišče trideset curiae. O njem razpravljata tako Varro kot tudi Tacit, ki ga omenja kot severovzhodni vogal palatinskega pomerija (verske meje) Roma quadrata ; območje ali morda zgradba znotraj prvotnega pomerija starodavnega mesta Rim. Očitno sega v najzgodnejšo fazo oblikovanja mesta. Izvirni pomen je tako latinskim kot grškim zgodovinarjem znan že iz pozne Rimske republike . 2. st. pr. n. št.. Verjetno je bilo to svetišče na severovzhodnem vogalu Palatinskega griča. Ko se je Republika razvijala, so se razmahnile kurije, ki so se lahko srečevale pri Curiae Veteres, zato so zgradili novo mesto srečanj, Curiae Novae. Nekaj kurij se je zaradi posebnih verskih obveznosti še naprej srečevalo pri Curiae Veteres.

### Komunalna kurija
V Rimskem cesarstvu je bil mestni svet znan kot curia, včasih ordo ali boule. Obstoj takega organa upravljanja je bil znak neodvisnega mesta. Občinske kurije so sodelovale in njihovi člani, decurions, so imeli status vse življenje. Njihovo število se je močno spreminjalo glede na velikost mesta. V zahodnem cesarstvu se zdi, da je bila sto običajna številka, na vzhodu pa petsto, po vzoru atenske boule. Vendar so do 4. stoletja kurijske dolžnosti postale naporne in težko je bilo zapolniti vsa mesta; pogosto so morali biti kandidati imenovani. Cesar Konstantin I. Veliki je kristjane oprostil služenja v kurijah, zaradi česar so številni bogati pogani trdili, da so duhovniki, da bi se izognili tem nalogam.

## Druge kurije
Koncept kurije kot upravnega organa ali sodišča, kjer se je tak organ sestajal, se je prenesel v srednjeveški čas, tako kot posvetna institucija kot v cerkev.

### Srednjeveške kurije
V srednjem veku je bil kraljev dvor pogosto znan kot curia regis, sestavljen iz kraljevih glavnih velikašev in svetnikov. V Angliji se je curia regis postopoma razvila v parlament. V Franciji se je curia regis ali Conseil du Roi razvila v 12. stoletju, z izrazom, ki se postopoma uporabljal za pravosodni organ, pa je začel uporabljati v 14. stoletju.

### Rimska kurija
V rimskokatoliški cerkvi je upravni organ Svetega sedeža znan kot Rimska kurija. Rimski papež je s pomočjo te kurije vodil poslovanje Cerkve kot celote.

### Sodobna uporaba
Sodišče Evropskih skupnosti v svojem uradnem emblemu uporablja "CURIA" (v rimski pisavi).
Izraz curia se lahko nanaša na ločene volilne kolegije v sistemu rezerviranih političnih položajev (rezerviranih sedežev), npr. med britanskim mandatom za Palestino na tretjih volitvah (1931) Asefat HaNivharima (Skupščina predstavnikov) so obstajale tri kurije, za aškenazijske Jude, sefardske Jude in za jemenske Jude.
Na Vrhovnem sodišču Združenih držav lahko zainteresirana tretja stranka vloži tožbo kot amicus curiae. 
Zvezna palača Švice, sedež Švicarske konfederacije, ima napis Curia Confœderationis Helveticæ.